# N-111
La N-111 es una carretera nacional española que tiene una longitud aproximada de 260 km, comunica la A-2 (autovía del Nordeste) en Medinaceli (provincia de Soria), con Viana, atravesando las ciudades de Soria y Logroño. Hasta la construcción del tramo navarro de la autovía del Camino (A-12) esta carretera llegaba hasta Pamplona, pero tras la puesta en servicio de dicha autovía, el tramo entre Viana y Galar quedó como su vía de servicio y fue renombrado como carretera local NA-1110.

## Recorrido
Inicia su recorrido en la salida 151 de la A-2 en dirección a Medinaceli. Se dirige hacia el norte atravesando el Puerto de Radona de 1150 m, a continuación bordea la población de Almazán. Por las recientes obras de la A-15, el tramo Almazán - Lubia ha sido desmantelado siendo reconvertido en camino forestal. En este itinerario atravesaba el Alto de las Matas de Lubia de 1100 m.  Vuelve a aparecer en Lubia y de este modo llega a la ciudad de Soria donde enlaza con la carretera de circunvalación de Soria SO-20. Este tramo Medinaceli - Soria, ya ha sido desdoblado, convirtiéndose por tanto en el primer tramo de la autovía de Navarra (A-15).
La N-111 continúa en dirección norte llegando al puerto de Piqueras de 1712 m, entrando en la La Rioja por el túnel de Piqueras. Este túnel, une las provincias de La Rioja y Soria (términos municipales de Lumbreras en la vertiente riojana y La Póveda en la soriana). El túnel se sitúa entre los kilómetros 260 y 272 de la N-111 y tiene una longitud de 2444 metros, bajo este puerto. A continuación, están las poblaciones de Villanueva de Cameros, Torrecilla en Cameros, Nestares y Viguera. Llega a Logroño donde enlaza con la AP-68 que comunica Bilbao y Zaragoza, y con la Circunvalación de Logroño LO-20.
Finalmente se dirige a Viana atravesando primero un tramo de autovía entre la LO-20 y el límite con Navarra que fue renombrado como A-13. 
La carretera finaliza en Viana. Anteriormente continuó hasta Pamplona atravesando las poblaciones de Viana, Los Arcos, Estella, Cirauqui, Puente la Reina y Astráin, pero tras  la construcción del tramo navarro de la autovía del Camino (A-12) ha pasado a denominarse NA-1110  y funciona como vía de servicio de dicha autovía entre las localidades de Viana y Galar. Asimismo, hasta la transferencia de las carreteras a las administraciones forales, el tramo Estella-Echarri de la NA-120 fue un ramal de la N-111.

## Recorrido en Navarra
| Denominación | Kilómetro | Salida            | Carretera         | Dirección                   |
| ------------ | --------- | ----------------- | ----------------- | --------------------------- |
| N-111        | 88        |                   | NA-1110           | Pamplona Lazagurría         |
| N-111        | 88        | Travesía de Viana | Travesía de Viana | Travesía de Viana           |
| N-111        | 87        |                   | NA-7230           | Aguilar de Codés Genevilla  |
| N-111        | 87        |                   | NA-7220           | Moreda de Álava Lapoblación |
| N-111        | 83        |                   | A-13              | Logroño Soria               |

## Poblaciones y enlaces importantes
- Medinaceli A-2.
- Adradas.
- Almazán CL-101 CL-116 A-15.
- Soria SO-20 N-122 N-234.
- Garray - Ruinas de Numancia SO-615 hacia San Pedro Manrique
- Tardesillas SO-801 hacia El Royo
- Almarza.
- Lumbreras.
- Villanueva de Cameros.
- Torrecilla en Cameros.
- Nestares.
- Viguera.
- Islallana.
- Nalda.
- Albelda de Iregua.
- Lardero AP-68.
- Logroño A-12 LO-20 N-232 LR-132.
- Viana NA-1110

## Futuro
El tramo entre Soria y Logroño podría ser convertido en un futuro en la futura A-13. Aunque es muy probable que este proyecto se aplace muchos años o directamente se descarte, ya que atraviesa sitios con una compleja orografía como la Sierra de Cameros, aparte de los daños medioambientales que podría ocasionar. Para este proyecto se necesitarían muchísimos viaductos y varios túneles. Si algún día se construyera está hipotética infraestructura sería una alternativa ir a Logroño desde Madrid o Soria, también es un nuevo acceso a Pamplona o el País Vasco sin necesidad de ir por A-1 y AP-1.